# Княщина (Ленинградская область)
Кня́щина — деревня в Староладожском сельском поселении Волховского района Ленинградской области.

## Название
Княщина — наименование княжеского владения.

## История
На карте Санкт-Петербургской губернии Ф. Ф. Шуберта 1834 года упоминается деревня Княщино, состоящая из 30 крестьянских дворов.

КНЯЗЧИНА — деревня принадлежит графу Паскевичу-Эриванскому и титулярной советнице Смирновой, число жителей по ревизии: 89 м. п., 81 ж. п. (1838 год)

На карте профессора С. С. Куторги 1852 года отмечена деревня Княщино из 30 дворов.

КНЯЩИНЫ — деревня разных владельцев, по просёлочной дороге, число дворов — 26, число душ — 73 м. п. (1856 год)

КНЯЩИНА — деревня владельческая при реке Закшоне, число дворов — 26, число жителей: 74 м. п., 73 ж. п.; Часовня православная. (1862 год)

В 1866 году временнообязанные крестьяне деревни выкупили свои земельные наделы у княгини А. И. Волконской и стали собственниками земли.
В 1875—1876 годах временнообязанные крестьяне выкупили свои земельные наделы у Е. Н. и А. Н. Смирновых.
Согласно материалам по статистике народного хозяйства Новоладожского уезда 1891 года пустошь Победище при селении Княщины площадью 42 десятины принадлежало коллежскому асессору М. Ф. Попкову, имение было приобретено в 1869 году.
Согласно епархиальным сведениям 1899 года деревня относилась к приходу Георгиевской церкви при упразднённом Георгиевском монастыре в селе Старая Ладога.
В конце XIX века деревня административно относилась к Михайловской волости 1-го стана Новоладожского уезда Санкт-Петербургской губернии, в начале XX века — 2-го стана.
По данным «Памятной книжки Санкт-Петербургской губернии» за 1905 год в Княщинском сельском обществе состояли две деревни: Княщина (бывшая Волхонской) и Княщина (бывшая Смирновых). Расположенные при них пустоши Княщина и Домани площадью 463 десятины принадлежали штабс-капитану Николаю Николаевичу Смирнову.
Согласно военно-топографической карте Петроградской и Новгородской губерний издания 1915 года деревня называлась Княщино.
С 1917 по 1919 год деревня входила в состав Княщинского сельсовета Михайловской волости Новоладожского уезда.
С 1919 года в составе Октябрьской волости Волховского уезда.
Согласно данным переписи населения СССР 1926 года в деревне Княщины проживали 116 человек — все русские.
С 1927 года в составе Волховского района.
С 1928 года в составе Староладожского сельсовета. В 1928 году население деревни составляло 212 человек.
По данным 1933 года деревня Княщина входила в состав Староладожского сельсовета Волховского района.

Деревня Княщина на карте 1940 года

Согласно карте РККА 1940 года деревня насчитывала 40 дворов.
В 1958 году население деревни составляло 107 человек.
По данным 1966, 1973 и 1990 годов деревня Княщина также входила в состав Староладожского сельсовета.
В 1997 году в деревне Княщина Староладожской волости проживали 29 человек, в 2002 году — 32 человека (русские — 97 %).
В 2007 году в деревне Княщина Староладожского СП — вновь 29.

## География
Деревня расположена в центральной части района на автодороге 41К-195 (Волхов — Княщина), к югу от центра поселения, села Старая Ладога. Соседние деревни: Балкова Гора и Извоз.
Расстояние до административного центра поселения — 2 км.
Расстояние до ближайшей железнодорожной станции Волховстрой I — 14 км.
Через деревню протекает ручей Заклюка, правый приток реки Елены.

## Население
| 1862 | 2007 | 2010 | 2017 |
| ---- | ---- | ---- | ---- |
| 147  | ↘29  | ↘26  | ↗30  |

### Национальный состав
Согласно данным Всероссийской переписи населения 2021 года в деревне проживали 53 человека, из них:
 русские — 46, азербайджанцы — 6, украинцы — 1 человек.

## Карты
- Княщина на Wikimapia Архивировано 25 августа 2011 года.
- Топографическая карта O-36-03 Архивная копия от 5 марта 2016 на Wayback Machine